# Heinrich Zugmayer
Heinrich Zugmayer (ur. 10 maja 1841 w Waldegg, zm. 25 lipca 1917 w Marienbadzie) – austriacki geolog, paleontolog, radca komercyjny, właściciel wiedeńskiej firmy metalowej Georg Zugmayer & Söhne, cenzor Banku Austro-Węgierskiego (Oesterreichisch-ungarische Bank).

## Życiorys
Syn Georga Joachima Zugmayera i Elisabeth z domu Reinberger. Miał braci Karla i Richarda.
Opublikował prace na temat retyckich głowonogów i innych triasowych skamieniałości. Należał do Austriackiego Towarzystwa Geologicznego (Österreichische Geologische Gesellschaft).
Żonaty z Emilie Hoffmann. Mieli troje dzieci: Paula, Ericha (1879–1938) i Hildegard zamężną Preleitner.
Został pochowany 30 lipca 1917 roku na cmentarzu parafialnym w Waldegg. Od jego nazwiska nazwano rodzaje głowonogów Zugmayeria Waagen 1882 i Zugmayerella Dagys, 1963.

## Prace
- Ueber bonebedartige Vorkommnisse im Dachsteinkalke des Piestingthales. Jahrbuch der Kaiserlich-Königlichen Geologischen Reichsanstalt 25, 79–88, 1875
- Untersuchungen über rhätische Brachiopoden. Beiträge zur Paläontologie und Geologie Österreich-Ungarns und des Orients 1, s. 1-42, 1880
- Die Verbindung der Spiralkegel von Spirigeza Oxyeolpos Emmr. spec.. Beiträge zur Paläontologie von Österreich-Ungarns und des Orients 1 (4), 1882